# Federico Mayor Zaragoza
Federico Mayor Zaragoza   (Barcelona, 27 de gener de 1934 - Madrid, 19 de desembre de 2024) va ser un polític i diplomàtic català, director general de la UNESCO entre 1987 i 1999. Membre honorari del Club de Roma, va ser copresident del Grup d'Alt Nivell per a l'Aliança de Civilitzacions.
Doctor en Farmàcia i catedràtic de Bioquímica de la Universitat de Granada, aviat va assumir diferents responsabilitats polítiques entre les quals destaquen la de ministre d'Educació i Ciència (1981–1982) i diputat al Parlament Europeu (1987). L'any 1978 va ser nomenat director general adjunt de la UNESCO i el 1987 en va assumir la plena direcció. Com a director, la seva gestió es va concentrar a impulsar projectes de promoció de la pau, els drets humans i el diàleg entre cultures. El 1999 va crear la Fundació per una Cultura de Pau, amb la qual va continuar desenvolupant els objectius que es va proposar al capdavant de la UNESCO. Va ser president de l'Acadèmia de la Llatinitat.

## Biografia

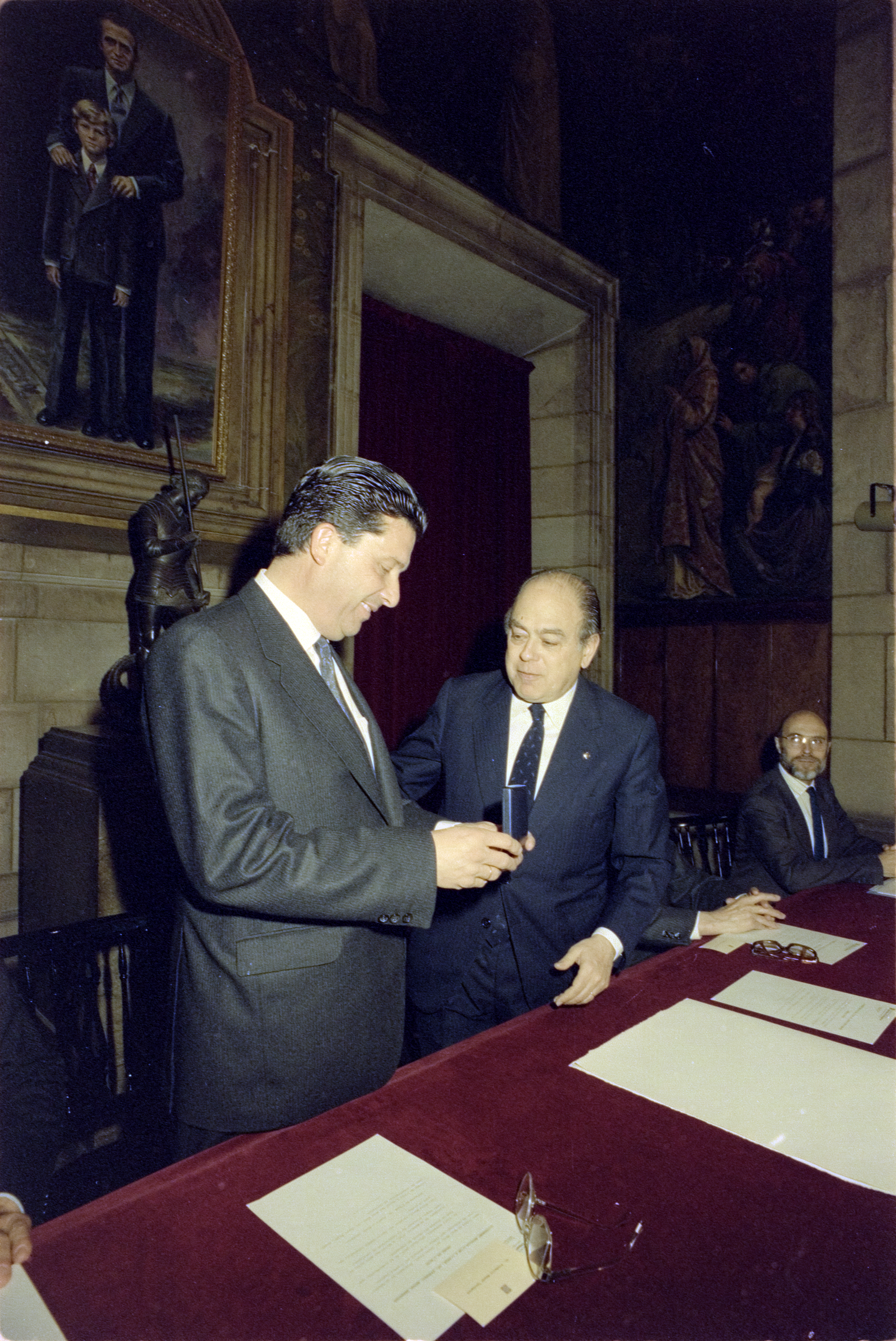
Federico Mayor Zaragoza amb la Medalla d'Or de la Generalitat de Catalunya (1988).

Federico Mayor Zaragoza va néixer el 27 de gener de 1934 a Tortosa Va cursar estudis primaris i secundaris a Barcelona a l'escola Virtèlia, i va ser membre de la Confraria de la Mare de Déu de Virtèlia de la mateixa escola. Va estudiar farmàcia a la Universitat Complutense de Madrid, on es va llicenciar l'any 1956 i s'hi va doctorar el 1958 amb premi extraordinari.
L'any 1988 va rebre la Medalla d'Or de la Generalitat de Catalunya i el 2005, la Creu de Sant Jordi.
L'any 1989 va ser investit Doctor Honoris Causa per la Universitat Autònoma de Barcelona.
Va morir el 19 de desembre de 2024 als noranta anys.

## Activitat professional
Va iniciar la seva carrera professional en el món acadèmic i de la docència. El 1963 va obtenir la càtedra de Bioquímica de la facultat de Farmàcia de la Universitat de Granada l'any i va ser rector d'aquesta Universitat de 1968 a 1972, any en què va ser nomenat catedràtic de Bioquímica de la Universitat Autònoma de Madrid, càrrec que va ocupar fins al 2004.
El 1971 va ser nomenat vicepresident del Consell Superior d'Investigacions Científiques (CSIC) i entre 1972 i 1973 en va ser president en funcions. Va ser cofundador, l'any 1974, del Centre de Biologia Molecular Severo Ochoa (CBM), i en va ser director fins al 1978.
Va ser membre de diverses organitzacions, acadèmies i associacions nacionals i internacionals, entre d'altres: Societat Espanyola de Bioquímica (1964) de la qual fou president (1970–1974), Associació Americana per al Foment de la Ciència (1965), Societat de Bioquímica del Regne Unit (1966), Reial Acadèmia Nacional de Farmàcia (1975), Club de Roma (1981), Reial Acadèmia de Belles Arts de San Fernando (1994), Acadèmia Xinesa de Ciències (1994), Acadèmia Russa de Ciències (1999), Reial Acadèmia Nacional de Medicina (2002).

## Activitat política
Va ocupar diversos càrrecs polítics. Va ser sotssecretari d'Educació i Ciència del govern espanyol entre 1974 i 1975. Membre de la Unió de Centre Democràtic (UCD) fou escollit diputat al Parlament d'Espanya en les eleccions generals de 1977 per la circumscripció de Granada, cessant del càrrec el 1978, i ocupant el càrrec de conseller del president del govern durant les mateixes dates. L'any 1981, durant el segon govern d'Adolfo Suárez, va ser nomenat ministre d'Educació, càrrec que ocupà fins al 1982. L'any 1987 va ser escollit eurodiputat al Parlament Europeu en representació del Centre Democràtic i Social (CDS).
L'any 1978 va ser nomenat director general adjunt de la UNESCO, càrrec que va ocupar fins al seu retorn a Espanya el 1981. El 1987 la 24a Conferència General de la UNESCO el va escollir com a director general, càrrec en el qual va romandre fins a l'any 1999.
L'any 2012, quan Artur Mas s'expressava partidari del «dret a decidir» del poble català, Mayor Zaragoza donava suport a aquesta idea. I després del referèndum de 2017, va demanar que se resolgués la situació amb una reunió bilateral entre els governs espanyol i català.
Des de l'any 2000 va presidir la Fundació per a una Cultura de Pau. Va ser president del Consell Científic de la Fundació Ramón Areces des de 1993. El 2005 va ser designat copresident del Grup d'Alt Nivell per a l'Aliança de Civilitzacions, pel Secretari General de les Nacions Unides Kofi Annan.